# Parlamento di Gibilterra
Il Parlamento di Gibilterra è il ramo legislativo, il parlamento, del Territorio d'oltremare britannico di Gibilterra.